# 폴란드 동부군

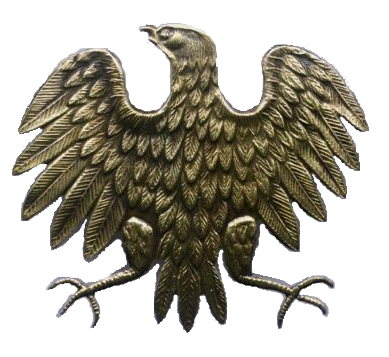
폴란드 동부군이 사용한 독수리 문장 (1943년)

폴란드 동부군(폴란드어: Polskie Siły Zbrojne na Wschodzie)은 제2차 세계 대전 당시 독소 전쟁에서 소련군 진영 하에 싸웠던 폴란드군이었다.

## 창설
1941년 독소 전쟁이 발발하자 군사적으로 독일군에게 밀리고 있던 소련은 큰 위기에 닥친다. 이때 폴란드 제2공화국의 군인포로를 잡아두었던 소련은 급히 병력 보충을 위하여 독소 전쟁이 개전한 이후에 포로로 잡고 있던 폴란드인들을 중심으로 친소련계 폴란드군을 재건했다.

## 활약
폴란드 동부군은 독소 전쟁에서 많은 전선에 투입된다. 특히 바그라티온 작전과 베를린 공방전에 큰 활약을 한 바 있다. 나치 독일이 항복할 때 쯤에는 병력은 20여만명이 넘었다.

## 전후
이들이 후에 폴란드 인민 공화국이 세워진 이후 폴란드 인민군의 주춧돌이 된다.

## 같이 보기
- 폴란드 서부군